# Detmolder Kindermumie

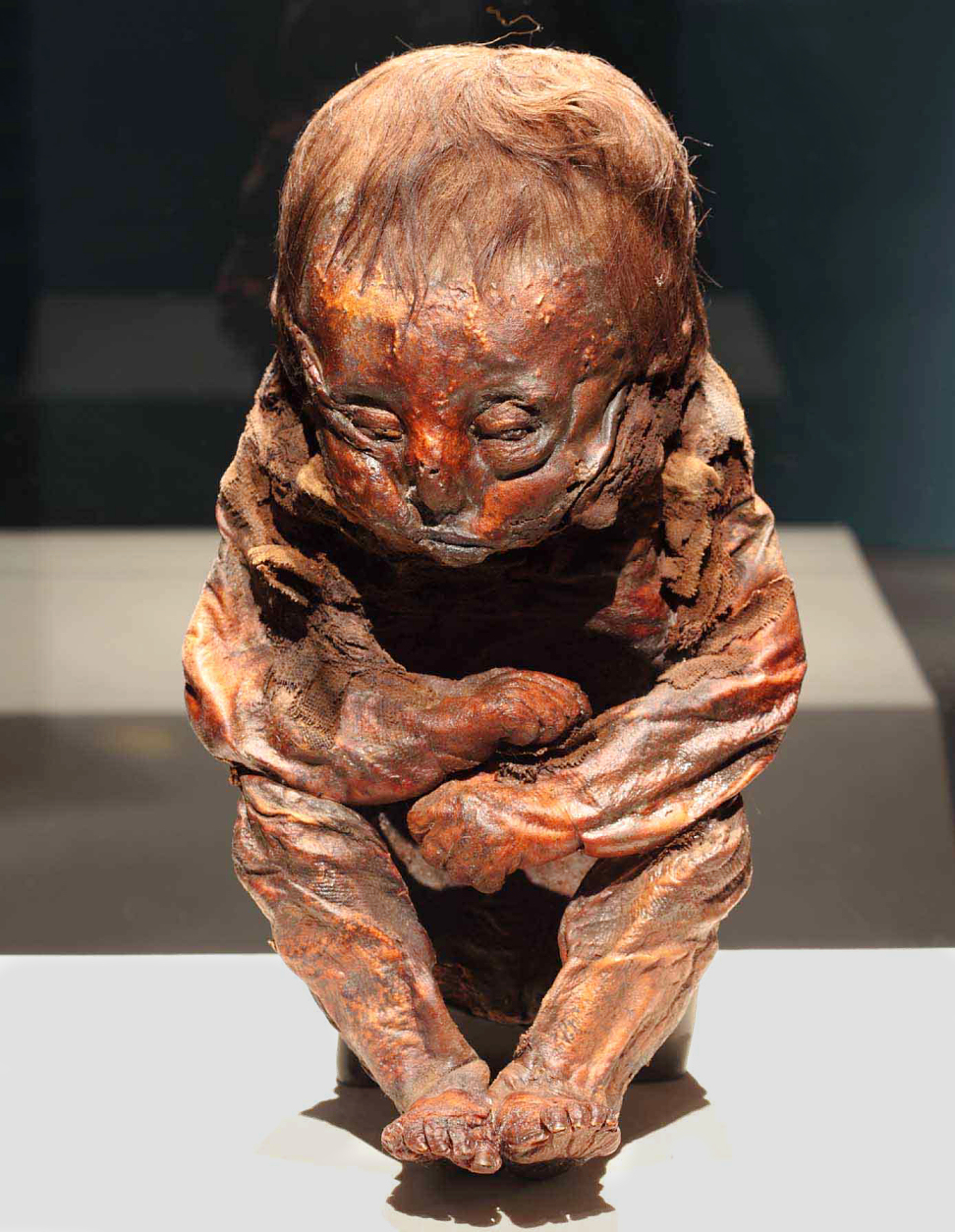
Die Detmolder Kindermumie bei der Weltmumienausstellung 2010 in den USA

Detmolder Kindermumie (englisch Detmold Child) ist der Name einer Baby-Mumie, die in Peru gefunden wurde. Sie ist rund 6500 Jahre alt, was sie zu einer der ältesten erhaltenen Mumien weltweit macht.

## Herkunft und Untersuchungen
Die Mumie wurde nach dem Besitzer, dem Lippischen Landesmuseum in Detmold in Nordrhein-Westfalen, benannt. Vorbesitzer war das Völkerkundliche Museum Witzenhausen, das die Mumie 1987 als private Schenkung erhalten hatte. Als die Kindermumie von Schimmel befallen wurde, schenkte das Museum sie 1987 dem Lippischen Landesmuseum, wo sie fachgerecht konserviert wurde.
Erst 2010 erkannten Wissenschaftler der Reiss-Engelhorn-Museen in Mannheim im Rahmen ihres German Mummy Projects die kulturhistorische Bedeutung. Durch ihre Untersuchungen wurde das hohe Alter der Mumie bekannt. Bis 2014 wurde die Kindermumie drei Jahre lang in der Ausstellung „Mummies of the World“ in den USA gezeigt.

## Physische Charakteristika
Laut den Untersuchungen der Reiss-Engelhorn-Museen im Rahmen des German Mummy Projects starb das Detmold-Kind im Alter von 8–10 Monaten. Es hatte einen seltenen Herzfehler (Hypoplastisches Linksherz-Syndrom). Zudem litt es an Vitamin-D-Mangel und weist eine abnorme Schädelform auf, die durch eine frühe Schließung der Schädelknochen verursacht ist. Das Kind litt auch an einer Infektion der Lungen, möglicherweise durch Tuberkulose oder Lungenentzündung verursacht, was zum Tode mit beigetragen haben dürfte. Der Körper befindet sich in einer für die Region und die Kultur typischen Bestattungshaltung und wurde in Leinen gewickelt. Um den Hals der Mumie war ein Amulett gelegt worden, wie ein CT-Scan offenbarte.